# Chandler Massey

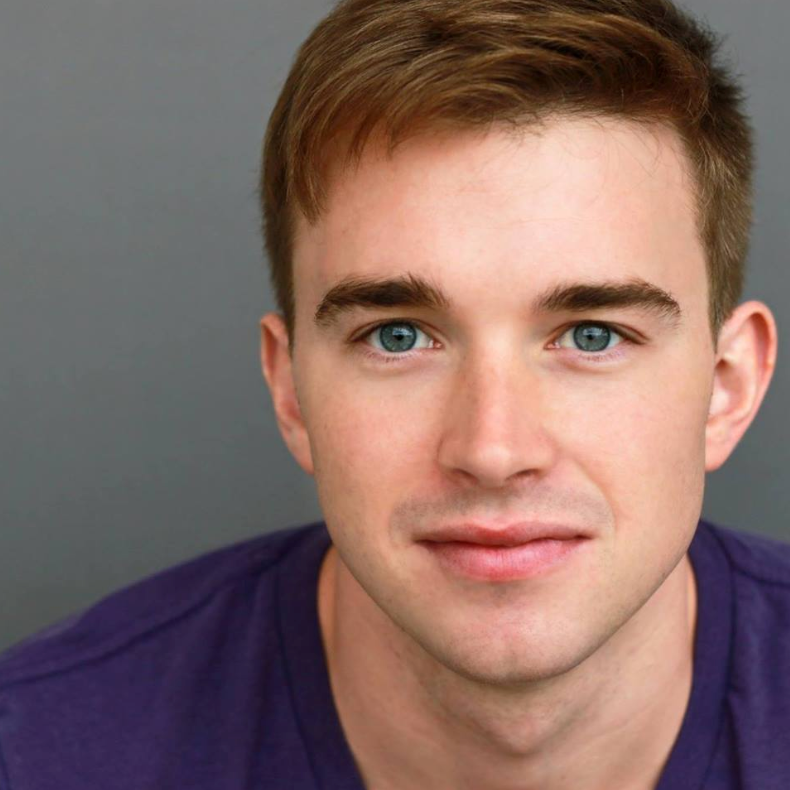
Chandler Massey, 2015

Chandler Massey (* 10. September 1990 in Atlanta, Georgia) ist ein US-amerikanischer Schauspieler.

## Leben
Massey wuchs in Atlanta auf. Er ist der Sohn von Lewis A. Massey der als Secretary of State in Georgia tätig war. Er hat zwei jüngere Geschwister. Schon in der Schulzeit interessierte sich Massey für das Schauspiel, so war er in der Theater-AG tätig. 2009 fing er in Los Angeles an Schauspiel zu studieren.
Im Dezember 2009 sprach Massey für die Rolle des Will Horton in der NBC-Seifenoper Days Of Our Lives vor und bekam diese schließlich auch. Im Januar 2012 spielte Massey in seinem ersten Kinofilm mit.
2012 bekam er einen Daytime Emmy für seine Schauspielerische Leistung für Days Of Our Lives. Er ist damit der erste, der für eine homosexuelle Rolle ausgezeichnet wurde. 2013 und 2014 gewann er den Preis erneut.
Im Juni 2013 wurde bekannt, dass Massey seinen Vertrag bei Days Of Our Lives auslaufen lässt, um wieder zur Schule zu gehen. Erst sollte die Rolle nicht neu besetzt werden, damit er jederzeit wieder zurückkehren kann. Im Januar 2014 wurde die Rolle schließlich durch Guy Wilson übernommen.

## Rollen
| Jahr | Titel              | Rolle           | Bemerkung                       |
| ---- | ------------------ | --------------- | ------------------------------- |
| 2012 | 16-Love            | Farrell Gambles | Regisseur: Adam Lipsius         |
| 2014 | Angels in Stardust | Angelo          | Regisseur: William Robert Carey |
| 2015 | The Standoff       | Chris Goodman   | Regisseur: Ilyssa Goodman       |
| 2016 | Butterfly Caught   | Terry           | Regisseur: Manny Rodriguez, Jr. |
| 2016 | Hide in the Light  | Shane           | Regisseur: Mikey McGregor       |

| Jahr      | Titel             | Rolle                  | Bemerkung                     |
| --------- | ----------------- | ---------------------- | ----------------------------- |
| 2009      | One Tree Hill     | Lucas                  | Folge: „Screenwriter's Blues“ |
| 2009      | Eastbound & Down  | Pitcher Pliny Caldwell | Folge: „Kapitel 3“            |
| 2009      | Army Wives        | Ben Goldsmith          | Folge: „Duty to Inform“       |
| 2010–2014 | Days Of Our Lives | Will Horton            | 653 Folgen                    |
| 2015      | Bad Judge         | Derek                  | Folge: „The Fixer“            |
| 2016      | Camp Kikiwaka     | Noah                   | Folge: „For Love and Money“   |

## Auszeichnungen und Nominierungen
| Jahr | Auszeichnung | Kategorie                                    | Arbeit            | Ergebnis  |
| ---- | ------------ | -------------------------------------------- | ----------------- | --------- |
| 2011 | Daytime Emmy | „Bester Schauspieler in der Kategorie Drama“ | Days of our Lives | Nominiert |
| 2012 | Daytime Emmy | „Bester Schauspieler in der Kategorie Drama“ | Days of our Lives | Gewonnen  |
| 2013 | Daytime Emmy | „Bester Schauspieler in der Kategorie Drama“ | Days of our Lives | Gewonnen  |
| 2014 | Daytime Emmy | „Bester Schauspieler in der Kategorie Drama“ | Days of our Lives | Gewonnen  |